# سوزوکی اسپلش
سوزوکی اسپلش (به انگلیسی: Suzuki Splash) خودرویی است که در سال‌های ۲۰۰۸ تا ۲۰۱۴ در مجارستان و هند تولید شده‌است.
این خودرو در کلاس خودرو شهری قرار گرفته، طراحی آن خودروهای موتور جلو-محور جلو بوده طول آن در حالت طبیعی ۳٬۷۱۵ میلیمتر (۱۴۶٫۳ اینچ) و عرض آن در حالت طبیعی ۱٬۵۹۰ میلیمتر (۶۲٫۶ اینچ) و ارتفاع آن در حالت طبیعی ۱٬۶۸۰ میلیمتر (۶۶٫۱ اینچ) است. سیستم جعبه‌دندهٔ آن ۴ دنده به دو صورت خودکار و دستی است.

## نگارخانه

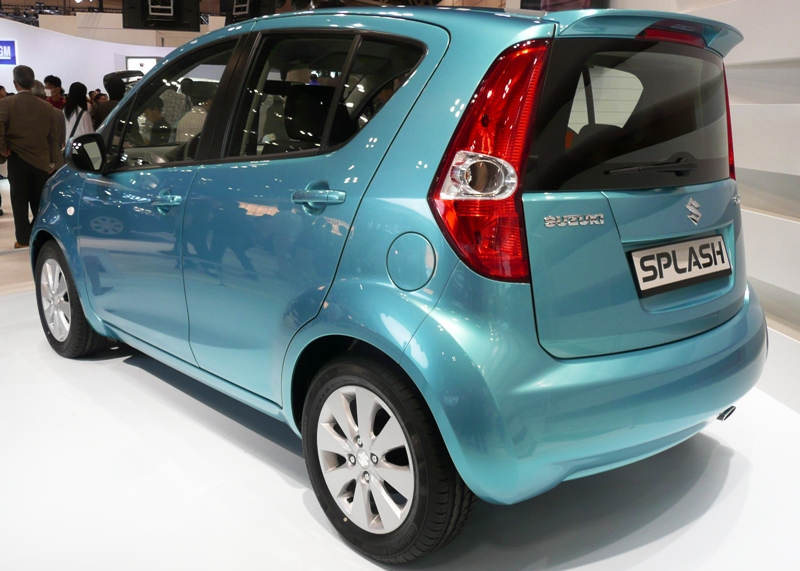
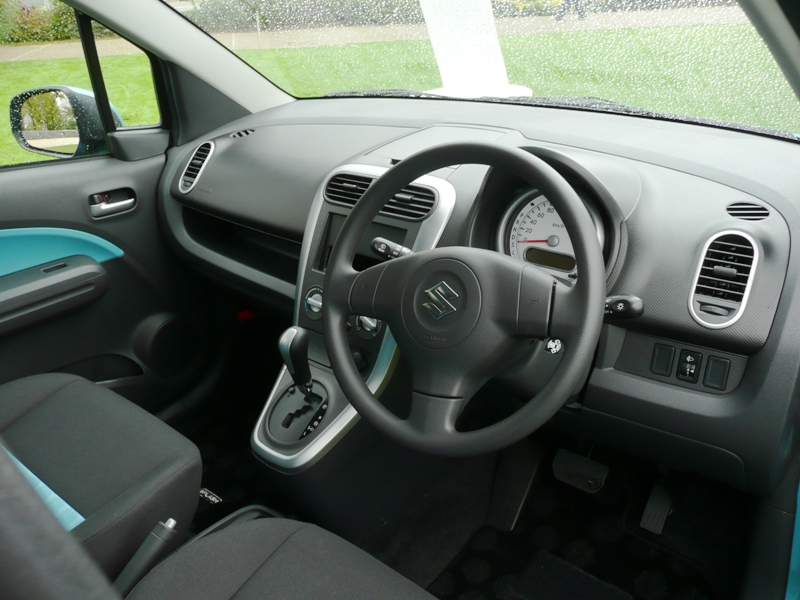
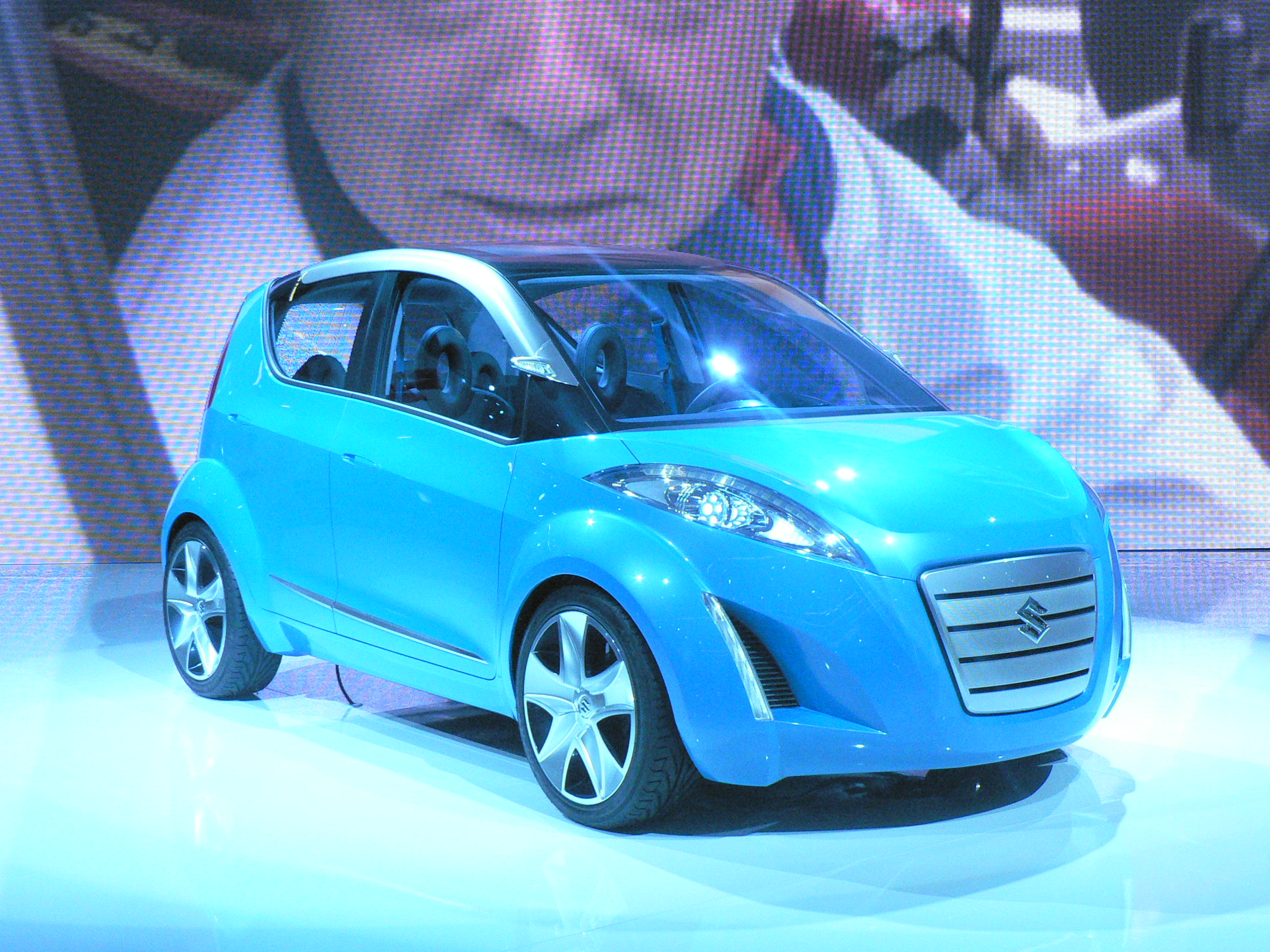